# UniCredit Czech Open 2014
UniCredit Czech Open 2014 byl tenisový turnaj pořádaný jako součást mužského okruhu ATP Challenger Tour, který se hrál na antukových dvorcích tenisového areálu TK Agrofert Prostějov. Konal se mezi 2. až 7. červnem 2014 v českém Prostějově jako 21. ročník turnaje.
Turnajový rozpočet činil 106 500 eur. Nejvýše nasazeným hráčem ve dvouhře byl člen zdejšího klubu a 43. hráč světa Radek Štěpánek, který došel do semifinále.

## Mužská dvouhra

### Nasazení
| Stát                            | Hráč             | ATP | Nasazení |
| ------------------------------- | ---------------- | --- | -------- |
| Česko                           | Radek Štěpánek   | 43. | 1.       |
| Nizozemsko                      | Robin Haase      | 50. | 2.       |
| Česko                           | Lukáš Rosol      | 52. | 3.       |
| Kazachstán                      | Michail Kukuškin | 54. | 4.       |
| USA                             | Bradley Klahn    | 71. | 5.       |
| Česko                           | Jiří Veselý      | 81. | 6.       |
| Německo                         | Julian Reister   | 91. | 7.       |
| Indie                           | Somdev Devvarman | 96. | 8.       |
| Žebříček ATP k 26. květnu 2014. |                  |     |          |

### Jiné formy účasti
Následující hráči obdrželi divokou kartu do hlavní soutěže:
- Robin Haase
- Adam Pavlásek
- Radek Štěpánek
- Jozef Kovalík

Následující hráči postoupili z kvalifikace:
- Tristan Lamasine
- Daniel Knoflíček
- Julien Obry
- Michal Konečný

Následující hráči postoupili do turnaje jako náhradníci:
- Theodoros Angelopoulos
- Benjamin Balleret
- Ricardo Hocevar

## Mužská čtyřhra

### Nasazení
| Stát                                                                       | Hráč             | Stát    | Hráč            | ATP1) | Nasazení |
| -------------------------------------------------------------------------- | ---------------- | ------- | --------------- | ----- | -------- |
| Polsko                                                                     | Tomasz Bednarek  | Česko   | Lukáš Dlouhý    | 101.  | 1.       |
| Německo                                                                    | Andre Begemann   | Česko   | Lukáš Rosol     | 102.  | 2.       |
| Německo                                                                    | Martin Emmrich   | Německo | Christopher Kas | 111.  | 3.       |
| Česko                                                                      | František Čermák | Rusko   | Michail Jelgin  | 123.  | 4.       |
| Žebříček ATP k 26. květnu 2014; číslo je součtem umístění obou členů páru. |                  |         |                 |       |          |

### Jiné formy účasti
Následující páry obdržely divokou kartu do hlavní soutěže:
- Zdeněk Kolář /  David Poljak
- Michal Konečný /  Jaroslav Pospíšil
- Adam Pavlásek /  Jiří Veselý

## Přehled finále

### Mužská dvouhra
- Jiří Veselý vs.  Norbert Gomboš, 6–2, 6–2

### Mužská čtyřhra
- Andre Begemann /  Lukáš Rosol vs.  Peter Polansky /  Adil Shamasdin, 6–1, 6–2